# 999-я лёгкая африканская дивизия
999-я лёгкая африканская дивизия (нем. 999. leichte Afrika-Division) — тактическое соединение сухопутных войск вооружённых сил нацистской Германии периода Второй мировой войны общей численностью 16000 солдат. Являлась штрафным подразделением, созданным на базе 999-й лёгкой африканской бригады. Полки состояли из созданных в октябре 1942 года так называемых 999-х «испытательных» (по сути — штрафных) батальонов. Хотя все члены нацистских штрафных подразделений были заклеймены как «преступники», значительная часть членов бригады была переведена в неё за то, что они придерживались или считались придерживающимися антинацистских идей.
999-е штрафные батальоны кроме Африки воевали также на других фронтах: в СССР, Югославии, Хорватии, Греции. Общая численность 999-х штрафных батальонов составила около 37 000 человек, из которых около 9000 были постоянным составом.
Дивизия была ещё не полностью сформирована, когда силы Оси в Северной Африке начали терпеть поражение. Поэтому части дивизии, сражавшиеся в Тунисе, обычно действовали как самостоятельные батальоны или роты, которые несли большие потери (в потерях и пленных), прежде чем были выведены. Сражаясь в основном против войск армии США, многие военнослужащие дивизии, по сообщениям, сдавали свои позиции американцам без боя.

## История
999-е штрафные батальоны были созданы приказом командования вермахта (ОКВ) от 2 октября 1942 года на время войны.
999-я лёгкая африканская дивизия была сформирована 2 февраля 1943 года во Франции на базе 999-й лёгкой африканской бригады. Первые подразделения дивизии прибыли в Тунис в конце марта 1943. Её полки сражались отдельными частями в составе различных крупных соединений. В мае 1943 года дивизия капитулировала вместе с Немецким африканским корпусом.
999-е штрафные батальоны кроме Африки воевали также на других фронтах: в СССР, Югославии, Хорватии, Греции. Являлись местом наказания для антифашистов, которые и там в целом продолжали свою работу сопротивления. Многочисленные перебежчики вступали в Красную Армию и другие войска противника. Бывшие солдаты этих батальонов принимали активное участие в вооружённом сопротивлении в Югославии и в Освободительной армии Греции (ELAS). Общая численность 999-х штрафных батальонов составила около 37 000 человек, из которых около 9000 были постоянным составом.

## Местонахождение
- с февраля по апрель 1943 (Франция)
- с апреля по май 1943 (Северная Африка)

## Подчинение
- Немецкий Африканский корпус Немецко-итальянской танковой армии Группы армий «Африка» (2 февраля — 13 мая 1943)

## Командиры
- генерал-лейтенант Курт Томас (2 февраля — 1 апреля 1943)
- генерал-майор Эрнст-Гюнтер Баде (1 апреля — 13 мая 1943)

## Состав
- 961-й моторизованный африканский стрелковый полк (Afrika-Schützen-Regiment (mot.) 961)
- 962-й моторизованный африканский стрелковый полк (Afrika-Schützen-Regiment (mot.) 962)
- 963-й моторизованный африканский стрелковый полк (Afrika-Schützen-Regiment (mot.) 963)
- 999-й артиллерийский полк (Artillerie-Regiment 999)
- 999-й сапёрный батальон (Pionier-Bataillon 999)
- 999-я противотанковая батарея (Panzerjäger-Kompanie 999)
- 999-й отряд материального обеспечения (Nachschubtruppen 999)
- 999-й полевой запасной батальон (Feldersatz-Bataillon 999)

## Образ в кино
- «Штрафной батальон 999» (1960)